# Ernst Hilding Andersson
Ernst Hilding Andersson (født 9. december 1909 i Ystad – død 24. oktober 2007) var en svensk flyingeniør i den svenske marine og spion for Sovjetunionen. Han blev kendt som marinspionen.
I efteråret 1949 begyndte den svenske efterretningstjeneste at overvåge den sovjetiske legationstjenstemand Nicolai P. Orlov. I sommeren 1951 opdagede den svenske efterretningstjeneste at legationstjenstemanden havde haft kontakt med Ernst Hilding Andersson, og udleveret en stor mængde oplysninger om den svenske flådes sammensætning, beredskab og befæstningsanlæg. Andersson blev arresteret i september samme år og idømt livsvarigt fængsel for groft spionages og ulovlig efterretningsvirksomhed. Han blev løsladt i 1960'erne.
Han spionerede for Sovjetunionen af ideologiske grunde . Han fik 4.530 svenske kroner af den sovjetiske efterretningstjenete men summen dækkede ikke hans udgifter for film, kamera og andet.

## Eksterne kilder og henvisninger
1. ↑  Sveriges dödbok 1947-2006, (Cd-Rom), Sveriges Släktforskarförbund

- The Practice of a Prophet Arkiveret 24. marts 2012 hos  Wayback Machine – Biografi på CIA:s hjemmeside (engelsk)